# Замък на Маце
Замъкът на Мацè (на италиански: Castello di Mazzè) се намира в градчето Мацè в Регион Пиемонт, Северна Италия.
Благодарение на стратегическото си положение замъкът е бил място на важни исторически събития: поражението на саласите от римляните (141 г. пр.н.е.), френски териториален щаб през Тридесетгодишната война (1641), оперативен щаб през Втората война за независимост за настъплението на френско-пиемонтските войски срещу австрийците (1859); през 1925 г. Мусолини ръководи от там големите военни маневри на Северозападния четириъгълник, а на 2 май 1945 г. германците подписват в замъка последната капитулация на Съюзниците.
В замъка отсядат редица знаменитости, сред които Луи XII – крал на Франция (1499), Франческо Де Санктис (1855), крал Виктор Емануил II, маршалът на Франция Каробер, Камило Бенсо ди Кавур (1859), цар Николай II от Русия (1909), Бенедето Кроче (1914), Бенито Мусолини (1925) и крал Умберто II Савойски (1938).

## История
Според легендите замъкът е бил дом на Ипа (Ypa) – „кралицата без земи“ на племето на саласите, за която се твърди, че е пресушила именно в онези територии Lacus Maior – езерото, което през кватерниона е покривало обширния Моренов амфитеатър на Ивреа. Така са открити плодородните земи на Източно Канавезе, но и са убити стотици роби, което води до изгарянето на кралицата жива.
През 141 г. пр.н.е. римският консул Апий Клавдий Пулхер побеждава саласите, които са разположени в крепостта на Мацè, и изгражда крепост за защита на основния мост над река Дора Балтеа.
През 1100 г. императорът на Свещената Римска империя Хайнрих IV дава на член на рода Валперга феода на Мацè и този род живее в замъка около 740 години до изчезването си. По нареждане на графовете Валперга ди Мацè (Conti Valperga di Mazzè) на мястото са построени две постройки: през 1313 г. Малкият замък (известен по-късно и като Източен ръкав, разположен вдясно от входа), който е жилищна структура на графовете Валперга и през 1430 г. Големият замък (Западен ръкав), който е типичен средновековен укрепен дом (на итал. casaforte) с място за прислуга, склад за земеделски припаси и склад за оръжия.
През 16 – 17 век Големият замък е превърнат в разкошна резиденция, в която се приемат приятели, роднини и знатни личности от онова време. Той е с правоъгълен план и включва благороднически двор, който води до двата етажа, където се намира различните зали. Тронната зала е със стенописи на Ромоло Бернарди (1876 – 1956), инкрустации на Карло Арболети и каменна камина на братята Катела. Ценните тавани на Музикалната стая са дело на художника Джовани Батиста Бероджо. Бароковата Розова зала е украсена с медальони с рицарски сюжети. Златната стая е с мозаечен под и с таван със стенописи на братята Галяри от 18 век, а Трапезарията в готически стил е покрита от стенописен кръстосан свод.
След изчезването на рода Валперга през 1840 г. собственици стават графовете Гандолфи Алиага (Conti Gandolfi Alliaga) от Рикалдоне за периода 1841 – 1849 г. и графовете Брунета д'Усо (Conti Brunetta d’Usseaux) за периода 1850 – 1919 г. Граф Еудженио Брунета д'Усо (съосновател и генерален секретар на Международния олимпийски комитет) пристъпва към обновяването и преобразуването на комплекса в неоготически стил и поверява работата на архитект Джузепе Велати Белини (1867 – 1926). Арх. Белини е един от организаторите на Международното изложение за модерно декоративно изкуство (важна международна изложба в стил Ар Нуво) в Торино през 1902 г. и част от кръга на известния архитект Алфредо Д'Андраде. Малкият замък е направен по-функционален като дом за новите собственици, назъбените стени са затворени от покрита тераса, уголемени са прозорците за повече светлина в залите и е реставрирана квадратната кула като доминираща цялата постройка. Големият замък е обект на сериозна трансформация: повдигнатати са назъбената завеса и квадратната кула, построено е ново източно крило над съществуващия портик, за да се създадат нови бани на горните етажи. На терасата на алебардиерите на запад е издигната къща за гости, включваща в себе си назъбените стени. Залите на замъка са променени, декорирани и преобзаведени.
След смъртта на граф д'Усо комплексът става притежание на Гелфи-Скаля (Ghelfi-Scaglia) от Торино от 1920 до 1959 г. и на Салино (Salino) от Каваля до 2012 г., закупили замъка за 200 млн. италиански лири. През 1960-те г. грабежи и разруха съсипват комплекса. 20-годишната реставрация, извършена от Салино, възвръща на замъка великолепието му чрез фантастични кренелирани кули, скъпоценни интериори и панорамна гледка. Вътре в крепостните стените впечатление правят големият площад „Пиаца д'Арми“ и вътрешните градини със скъпоценни растения, а от терасата му се разкрива прекрасна гледка към парка, река Дора Балтеа, района на Верчели, Монферат и Лигурските Алпи.
През 1981 г. италианското Министерство на културното и екологично наследство обявява целия комплекс за национален паметник. През 1986 г. замъкът е отворен за посещение, а от следващата година Големият замък е използван за място за конгреси, церемонии и събития. От 1999 г. в него се намира и Музей на изтезанията.
От 2006 г. сем. Салино търсят нов собственик. Такъв се появява през 2012 г. в лицето на Михаил Любченко – руски богаташ от Санкт Петербург, който купува замъка за съпругата си Ирина за около 3 млн. евро. От тогава Малкият замък не е посещаем, защото е дом на собствениците. Градина с прекрасна панорамна гледка го разделя от Големия замък. Неговите два етажа с 12 зали от 15 до 19 век са отворени за посещение, сред които са голямата Оръжейна зала с оригинален дървен таван от 15 век и с оръжия и брони от онази епоха. Други зали като Тронната напр. претърпяват повече или по-малко големи ремонти. До горния етаж може да се стигне и през стълбището, разположено в кулата от 15 век на входа – единствената част, която не е модифицирана.

## Оази дел Боско парко
Оазисът на Парка гора (Oasi del Bosco Parco) е сърцевината на древното имение на графовете Валперга ди Мацè и е възстановен и частично преобразен през 19 век от граф Еудженио Брунета д'Усо.
Признат е за ландшафтен екологичен паметник. Спускането започва по пътека за мулета, която се разклонява на втория завой към Извора на любовта – древен малък храм, за който се говори, че графът е използвал за среща с местни девойки. Продължавайки по средата на брега се достига до панорамно място, от което започва слизането към Парка на принцовете. Там пътеката започва да криволичи и се губи в дългите алеи на вековна гора чак до Бамбуковата горичка и Могилната равнина, от векове считана за място за магически обреди. На кратко разстояние е окачен мост, който води до пристан на езерото – място за наблюдение на богатия птичи живот. На няколко метра монументалният вход гледа към речната долина, в дъното на която са руините на църквата на Св. Мария Магдалена от 1230 г. Изкачването до замъка започва от Монументалния вход, следва панорамният път и след Пещерата и Наблюдателната кула завършва в началната си точка.

## Подземен музей на изтезанията
Създаден е през 1999 г. в сътрудничество с Амнести Интернешънъл и е разположен на 500 кв. м, разделени на изложбена зала с инструменти и методи на Инквизицията, келтска крипта (10 век пр.н.е.), килии и хладилно помещение (14 век), параклис за покойници (15 век), римски подземия с цистерна (2 век пр.н.е.). Инструментите за изтезания и иконографските изображения целят да привлекат вниманието на широката общественост към ценните исторически доказателства за човешката жестокост като предупреждение и предпазна мярка срещу тираничното господство.